# Bairdiella
 Bairdiella  ist eine Gattung aus der Familie der Umberfische (Sciaenidae). Sie umfasst sieben Arten, die an den Küsten Amerikas vorkommen.

## Merkmale
Bairdiella-Arten sind längliche Fische mit seitlich abgeflachtem Körper. Die Schuppen sind rau. Die Schnauze ist kurz und stumpf. Ihr Maul liegt mehr oder weniger deutlich endständig, ist mittelgroß, hat hängende Winkel und trägt kleine, kegelförmige Zähne. Das Kinn weist weder Barteln noch Poren auf. Der Vordeckel ist gezähnt mit deutlichen Stacheln an den Ecken. Die Afterflosse weist zwei Hartstrahlen auf, von denen der zweite sehr lang und deutlich verdickt ist, sowie acht oder neun Weichstrahlen. Die Schwanzflosse endet gerade.

## Arten
Die Gattung umfasst sieben Arten:
- Bairdiella armata
- Bairdiella batabana
- Bairdiella chrysoura
- Bairdiella ensifera
- Bairdiella icistia
- Bairdiella ronchus
- Bairdiella sanctaeluciae